# Eunice tribranchiata
Eunice tribranchiata är en ringmaskart som beskrevs av McIntosh 1885. Eunice tribranchiata ingår i släktet Eunice och familjen Eunicidae. Inga underarter finns listade i Catalogue of Life.